# NGC 1395
NGC 1395 est une très vaste galaxie elliptique située dans la constellation de l'Éridan. NGC 1395 a été découverte par l'astronome germano-britannique William Herschel en 1784.

## Caractéristiques
Sa vitesse par rapport au fond diffus cosmologique est de 1 600 ± 11 km/s, ce qui correspond à une distance de Hubble de 23,6 ± 1,7 Mpc (∼77 millions d'al).
À ce jour, 27 mesures non basées sur le décalage vers le rouge (redshift) donnent une distance de 22,778 ± 5,541 Mpc (∼74,3 millions d'al), ce qui est à l'intérieur des valeurs de la distance de Hubble.
Selon la base de données Simbad, NGC 1395 est une galaxie active de type Seyfert 2.

## Groupe de NGC 1395 et l'amas de l'Éridan
NGC 1395 est la plus grosse et la plus brillante galaxie d'un groupe qui porte son nom. Le groupe de NGC 1395 fait partie de l'amas de l'Éridan et il comprend au moins 31 galaxies, dont NGC 1315, NGC 1325, NGC 1331, NGC 1332, NGC 1347, NGC 1353, NGC 1371, NGC 1377, NGC 1385, NGC 1401, NGC 1414, NGC 1415, NGC 1422, NGC 1426, NGC 1438, NGC 1439, IC 1952, IC 1953 et IC 1962.